# NGC 773
NGC 773 je galaksija u zviježđu Kit.

## Vanjske poveznice
- SEDS: NGC 773